# S-Bahn Mitteldeutschland
De S-Bahn Mitteldeutschland, is een S-Bahn-netwerk in en rond de Duitse steden Leipzig en Halle (Saale). Gemeten naar lengte van het netwerk is dit de grootste S-bahn van Duitsland.
De S-Bahn bestaat uit 11 lijnen, die allemaal aansluiten op Leipzig Hauptbahnhof en/of Halle Hauptbahnhof. De 11 lijnen hebben gezamenlijk 160 stations en een lengte van 839 km. De lijnen verbinden, naast Leipzig en Halle, ook verschillende steden in de regio zoals Dessau en Zwickau.

## Geschiedenis

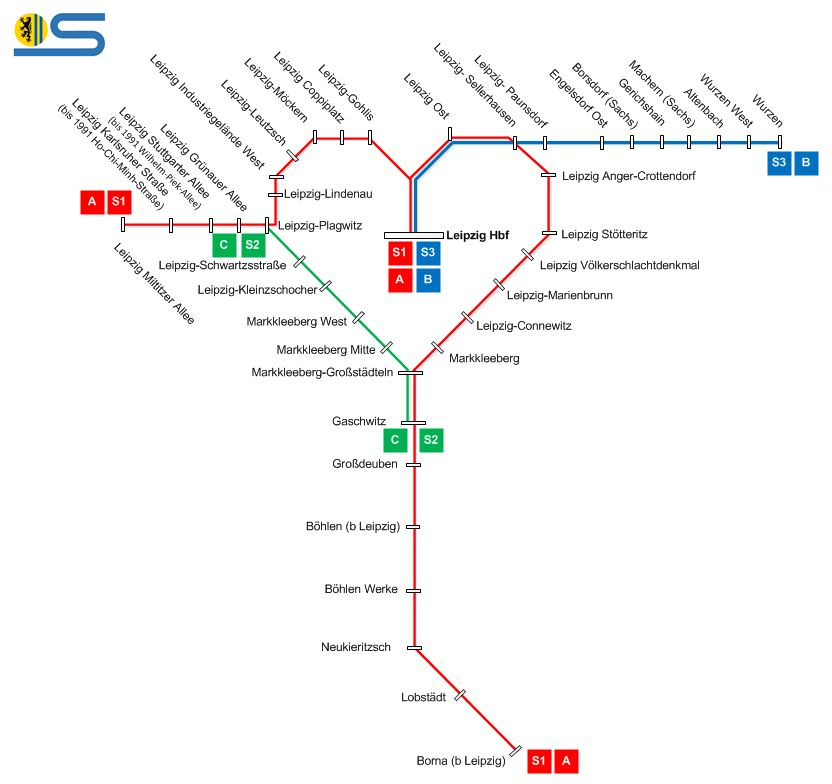
S-Bahn in Leipzig tot 2002

De steden Leipzig en Halle hadden sinds 1928 al een eigen S-Bahn-systeem. In 2002 is begonnen met de bouw van de verbinding van deze twee netten. Dit werd in 2004 voor het eerst in gebruik genomen. Met de ingebruikname van de City-Tunnel Leipzig is het huidige netwerk ontstaan.

## Lijnen
De S-Bahn Mitteldeutschland heeft de volgende lijnen:
| Serie | Treinsoort                                 | Route | Bijzonderheden                  |
| ----- | ------------------------------------------ | --- | ------------------------------- |
| S 1   | S-Bahn Mitteldeutschland (DB Regio Südost) | Leipzig Miltitzer Allee – Leipzig Hbf – Leipzig-Stötteritz                                                   |                                 |
| S 2   | S-Bahn Mitteldeutschland (DB Regio Südost) | [ Dessau Hbf – ] / [ Jüterbog – Lutherstadt Wittenberg Hbf – ] Bitterfeld – Leipzig Hbf – Leipzig-Stötteritz |                                 |
| S 3   | S-Bahn Mitteldeutschland (DB Regio Südost) | Halle-Nietleben – Halle (Saale) Hbf – Leipzig Hbf – Wurzen – Oschatz                                         |                                 |
| S 4   | S-Bahn Mitteldeutschland (DB Regio Südost) | Hoyerswerda – Torgau – Leipzig Hbf – Markkleeberg-Gaschwitz                                                  |                                 |
| S 5   | S-Bahn Mitteldeutschland (DB Regio Südost) | Halle (Saale) Hbf – Leipzig/Halle Flughafen – Leipzig Hbf – Altenburg – Zwickau Hbf                          | Wordt versterkt door S5X        |
| S 5X  | S-Bahn Mitteldeutschland (DB Regio Südost) | Halle (Saale) Hbf – Leipzig/Halle Flughafen – Leipzig Hbf – Altenburg – Zwickau Hbf                          |                                 |
| S 6   | S-Bahn Mitteldeutschland (DB Regio Südost) | Leipzig Messe – Leipzig Hbf – Borna (b Leipzig) – Geithain                                                   | Rijdt 1x/uur door naar Geithain |
| S 7   | S-Bahn Mitteldeutschland (Abellio Rail)    | Halle (Saale) Hbf – Angersdorf – Lutherstadt Eisleben – Sangerhausen                                         |                                 |
| S 8   | S-Bahn Mitteldeutschland (DB Regio Südost) | [ Dessau Hbf – ] / [ Jüterbog – Lutherstadt Wittenberg Hbf – ] Bitterfeld – Halle (Saale) Hbf                |                                 |
| S 9   | S-Bahn Mitteldeutschland (DB Regio Südost) | Halle (Saale) Hbf – Delitzsch oberer Bahnhof – Eilenburg                                                     |                                 |
| S 47  | S-Bahn Mitteldeutschland (DB Regio Südost) | Halle-Trotha – Halle (Saale) Hbf                                                                             |                                 |